# 少女たちの羅針盤
『少女たちの羅針盤』（しょうじょたちのらしんばん）は、水生大海の推理小説である。第1回ばらのまち福山ミステリー文学新人賞優秀作受賞作品。駆け出しの女優による過去の殺人を暴こうとするものたちの行動を通し、演劇に没頭する女子高生たちの青春を描くミステリ。2009年に書籍化され、2010年に映画化された。

## 来歴
推理作家の島田荘司の出身地である広島県福山市が主催する「ばらのまち福山ミステリー文学新人賞」で、2008年に開催された第一回の応募作品であった。最終選考まで残り、受賞は逃したが特別に優秀作に選ばれた。
当初の題名は『罪人いずくにか』であったが、島田荘司のアドバイスにより改題され、2009年7月に原書房から出版された。
2011年、映画化に合わせ、スピンオフ的な短編「ムーンウォーク」を加えた新装版が刊行。
2012年、光文社文庫より文庫版が刊行。
2010年にも長編の続編として『かいぶつのまち』が刊行されている。

## あらすじ
新進女優の舞利亜（まりあ）は、主演する作品の撮影現場で監督から伝説の女子高生劇団「羅針盤」の元メンバーではないかと指摘される。舞利亜は否定するが、自分が「羅針盤」に関わっていたことは誰も知らないはずの過去だった。撮影が進む中、舞利亜は書きかえられた台本が自分に届かず、新しいストーリーは主役が過去に殺人を犯したことを示唆するものに替わっていることを知る。さらに控室には、舞利亜自身の殺人の過去を暴こうとするメッセージがあった。
4年前。高校の演劇部に所属する楠田瑠美（くすだ るみ）は、先輩や顧問の渡見（わたみ）と対立したことを機に、同部員の北畠梨里子（きたばたけ りりこ/通称：バタ）や来栖かなめ（くるす かなめ）とともに自分たちだけの劇団を作ろうと決意した。他校の演劇部員で卓越した演技力を持つ江嶋蘭（えじま らん）をなかば強引にスカウトして、劇団は活動を始めた。4人の氏名の漢字に東西南北がそれぞれ含まれることから、劇団名は「羅針盤」と決まる。
「羅針盤」はストリートで活動し、試行錯誤を重ねながら観客の人気を得てゆき、演劇フェスティバルに出場する。自分の性に違和感を抱えリストカットを重ねるバタ、タレントの広瀬なつめ（ひろせ なつめ）を姉に持つがゆえにいじめられた過去を持ち、「羅針盤」にも嫌がらせを受けるかなめ、私生児として生まれ経済的に苦しい母子家庭に育った蘭。それぞれの悩みを抱えながらも4人は真剣に演技に取り組み、満場の拍手を浴びて舞台を成功させる。しかし、誰もが確実と思われたグランプリは審査が出来レースであったために取れず、ストリート活動にはなぜか通報が相次ぐようになり、「羅針盤」の活動は難しくなってゆく。
その頃、蘭は母と実父から演劇活動を辞めるよう強要される。自分を私生児として生ませておきながら平然と母と再婚しようとする資産家の父への反発もあり親からの自立を望んだ蘭は、女優として生きていくため映画のオーディションを受ける。ところが、付き添いだったかなめの方が注目され合格してしまった。かなめはこのチャンスに挑戦しようと希望を燃やし、メンバーたちもそれを応援するのだった。
だが、その矢先にメンバーの一人がレイプに遭い、さらに執拗な嫌がらせを受ける。そして、練習場だった社宅の廃墟で彼女は転落死した。この事件により「羅針盤」は消滅してしまう。
そして4年後の現在、撮影隊の去った現場で待つ舞利亜の前に、その過去を知るものたちが姿を現す。

## 書誌情報
- 2009年7月9日 - 原書房、ISBN 978-4562045020
- 2011年4月25日（新装版） - 原書房、ISBN 978-4562046935
- 2012年9月12日（文庫版） - 光文社文庫、ISBN 978-4334764623
- 続編（かいぶつのまち）
  - 2010年7月1日 - 原書房、ISBN 978-4562045709
  - 2013年10月8日（文庫版） - 光文社文庫、ISBN 978-4334766375

## 映画
『少女たちの羅針盤』は、ばらのまち福山ミステリー文学新人賞の入選作で商業出版された二番目の作品であり、初の映画化された作品である。長崎俊一が監督し、ロケは広島県福山市の他に玉野市の王子アルカディアリゾートホテル（未開業）で行われた。
福山ばら祭の会場で発表され、主人公達の女子高生役に成海璃子、忽那汐里、森田彩華、草刈麻有を起用。また高校生などのエキストラは地元から公募された。
2014年8月31日に122年の歴史に幕を降ろした福山市の映画館・シネフク大黒座の最終公演としてこの映画が上映のトリを飾った。

### キャスト
- 楠田瑠美 - 成海璃子
- 江嶋蘭 - 忽那汐里
- 北畠梨里子 - 森田彩華
- 来栖かなめ - 草刈麻有
- 広瀬なつめ - 黒川智花
- 倭駆 - 塩谷瞬
- 平良弘明 - 石井正則
- 瀬川雄介 - 水本諭
- 芽咲吾朗 - 前田健
- 武本正弘 - 金山一彦
- 江嶋千代子 - 清水美沙
- 御蔵総一郎 - 石黒賢（特別出演）
- 渡見恵子 - 戸田菜穂

### スタッフ
- 監督 - 長崎俊一
- 脚本 - 矢沢由美、谷口純一郎
- 原作 - 水生大海『少女たちの羅針盤』（原書房刊）
- 撮影 - 柳島克己
- 美術 - 部谷京子、中山慎
- 照明 - 鈴木康介
- 音楽 - 佐藤直紀
- 主題歌 - 矢沢洋子「羅針盤」(GARURU RECORDS)
- 録音 - 弦巻裕、横溝正俊
- 編集 - 阿部亙英
- 製作 - クロスメディア、TCエンタテインメント、ツネイシホールディングス、ギャンビット、広島テレビ、中国新聞社、原書房
- 配給 - クロックワークス、ゴー・シネマ

### 受賞
- 第85回キネマ旬報ベスト・テン（2011年）個人賞・新人女優賞 - 忽那汐里（『少女たちの羅針盤』『マイ・バック・ページ』）[4]

### DVD・Blu-ray Disc
少女たちの羅針盤 DVD / 少女たちの羅針盤Blu-ray Disc
TCエンタテインメント株式会社より2011年12月2日に発売された。
セル版・レンタル版同時発売。セル版は2枚組で以下の特典映像が収録されている。
- メイキング・オブ・少女たちの羅針盤
- 完成披露試写会 舞台挨拶
- 公開初日 舞台挨拶
- 撮りおろし座談会 劇団”羅針盤”×長崎俊一監督
- ロケ地マップ（静止画）
- 劇場予告編

少女たちの羅針盤 バリアフリー対応版 DVD
TCエンタテインメント株式会社より2012年3月9日に発売された。
視覚障害者対応音声ガイド・聴覚障害者対応日本語字幕付きのバリアフリー版。
音声ガイド・ナレーションは小宮悦子が担当。